# Natallja Murščakina
Natallja Uladzimiraŭna Maroz coniugata Murščakina (in bielorusso Наталля Уладзіміраўна Мароз-Муршчакiна?; Polack, 19 aprile 1976) è un'ex biatleta bielorussa.

## Biografia
In Coppa del Mondo ottenne il primo risultato di rilievo il 30 novembre 1996 a Lillehammer (39ª) e l'unico podio il 17 dicembre 1998 a Osrblie (2ª).
In carriera prese parte a un'edizione dei Giochi olimpici invernali, Nagano 1998 (28ª nella sprint, 12ª nella staffetta), e a due dei Campionati mondiali (10ª nella gara a squadre a Osrblie 1997 il miglior risultato).

## Palmarès

### Coppa del Mondo
- Miglior piazzamento in classifica generale: 61ª nel 1999
- 1 podio (a squadre[1]):
  - 1 secondo posto